# Lukáš Krejčík
Lukáš Krejčík (* 15. října 1990 Nymburk) je český lední hokejista hrající na pozici pravého křídelního útočníka.

## Život
V mládežnických a juniorských letech nastupoval za BK Mladá Boleslav. Během sezóny 2008/2009 prvně nastoupil za mužský výběr, a to za klub NED Hockey Nymburk. Extraligu, tedy nejvyšší soutěž v České republice, si poprvé zahrál za Mladou Boleslav v sezóně 2009/2010. Na sezónu 2010/2011 se sice stal hráčem Bílých Tygrů Liberec, avšak nenastoupil za k žádnému zápasu. Celý ročník strávil v klubu HC Benátky nad Jizerou. V následující sezóně již pravidelně hrál za liberecké Bílé Tygry, ale na 13 zápasů vypomohl také nymburskému klubu. Obdobná situace nastala i v sezóně 2012/2013.
Ročník 2013/2014 odehrál Krejčík v Benátkách, ale v průběhu sezóny nastoupil k prostějovským Jestřábům. Jim pak zůstal věrný následující dvě sezóny. Během přestupního termínu v období poloviny roku 2017 z Prostějova přestoupil do pražské Slavie. Ta se pak v prvním soutěžním utkání sezóny 2017/2018 utkala s Havířovem (5:1) a Krejčík v utkání zaznamenal čtyři góly.